# 奥沢ダム
奥沢ダム（おくさわダム）は、北海道小樽市、二級河川・勝納川水系勝納川に建設されたダムである。
小樽市水道局が管理していた水道用ダムである。1914年（大正3年）の完成後、約1世紀にわたって小樽市民の水がめとして稼働してきたが、2011年（平成23年）6月に堤体に陥没が見つかり、補修に多額の費用を要することから、同年8月に廃止された。

## 沿革
小樽市の人口増や小樽港の船舶用の水需要が増大したことに伴い、水道用の水源として1907年（明治40年）に認可を受け着工し、1914年（大正3年）に完成した。北海道では最も古い水道用ダムである。近代水道創設期に全国で多くの水道を手がけ「近代水道の父」と呼ばれた中島鋭治の指導のもと設計施工された。以後、約1世紀にわたって小樽市民の水がめとして水道用水を供給してきた。その歴史的価値に加え、階段式溢流路の美しい構造が高く評価され、1985年（昭和60年）には厚生省が企画した近代水道百選に選定され、2008年（平成20年）には土木学会によって土木学会選奨土木遺産に選定された。

## 廃止
2011年（平成23年）6月、漏水量と濁りに異常が見られたことから、水位を低下させて調査を行ったところ、堤体に直径約3m、深さ1.4mの円錐状の陥没が発見された。これは堤体内にパイピング現象が発生したことを示しており、堤体の破壊に繋がりかねない状況であった。ダム下流には小樽市街地があり、万一堤体の破壊が発生した場合重大な被害が発生する恐れがあることから、小樽市では取水塔からの非常放流と排水ポンプによる緊急排水を行い、水位を陥没箇所より低く抑える対策を実施するとともに陥没箇所の補修方法を検討した。しかしながら、現行の基準に対応した補修を行うには数十億円の費用を要することが明らかとなった。また、2011年時点で奥沢ダムは小樽市の水道水供給量の8%を供給するのみであり、朝里ダム等他の水源で代替が可能であることから、同年8月、小樽市は奥沢ダムの廃止を決定した。
その後も北海道や北海道開発局からの支援も受け、大雨への警戒態勢を確保しポンプによる排水を継続してきたが、春の融雪期には大量の雪解け水が流入するため、ポンプによる排水が不可能になることから、ダム湖に流入する二股沢川の水を直接勝納川に流下させる対策が必要となった。このため、2012年（平成24年）3月、堤体中央部を掘削撤去し排水路を設置する工事が実施された。

## 階段式溢流路

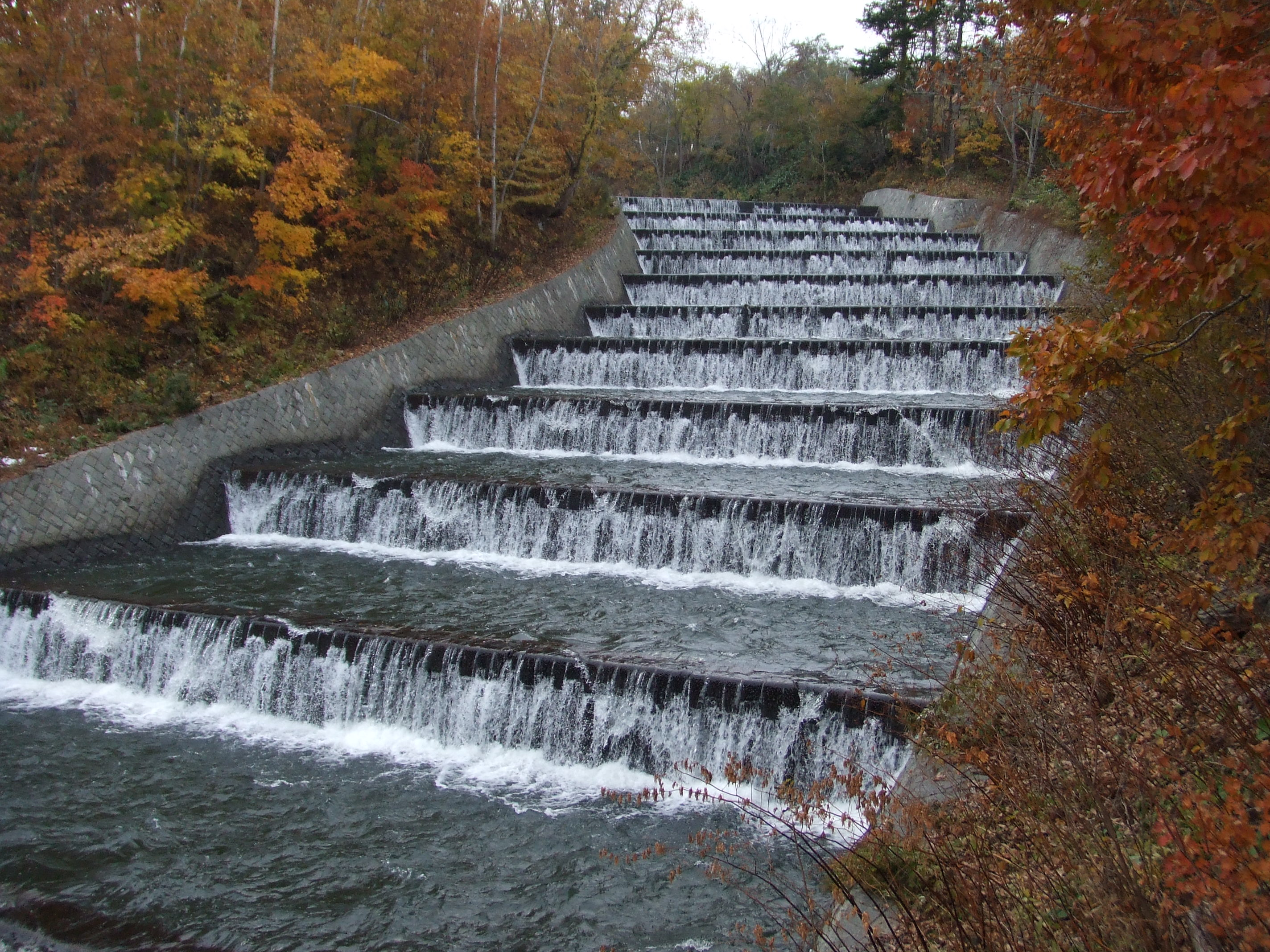
階段式溢流路

堤体の北側に設置された洪水吐きで、ダムの水位が一定以上になった際の越流とダム湖の上流で分流させた勝納川の水を流している。流下する水の勢いを抑えるため、21mの落差を10段に分けて水を落とす構造を採用した。緩やかにカーブしながら階段状に水を落とす様は「水すだれ」と呼ばれ、その情景の美しさから市民の憩いの場や観光名所としても知られていた。このため、水路を見下ろす場所にある水管橋が夏期のみ一般市民にも開放されていた。
なお、小樽市では、ダムの廃止後もダム周辺の水道施設は、創設水道であったことを後世に伝えるため可能な限り残していきたいとしており、階段式溢流路も当面現状のまま残される予定。